# Saint-Germain-des-Prés Café 9
Albums de Various
Saint-Germain-des-Prés Café 8 Saint-Germain-des-Prés Café 10
Saint-Germain-des-Prés Café volume 9 est la neuvième compilation Saint-Germain-des-Prés Café parue en 2007.

## Liste des titres
| 1.  | Wildflower                                    |  |
| 2.  | I'll Be Right Back                            |  |
| 3.  | Pussian Blue (Nicola Conte Jazz Dance Rework) |  |
| 4.  | Come to Me                                    |  |
| 5.  | Trading Eights                                |  |
| 6.  | Summertime                                    |  |
| 7.  | Everybody Knows                               |  |
| 8.  | Nomad (Radio Citizen Mix)                     |  |
| 9.  | Macedonia                                     |  |
| 10. | Things We Do                                  |  |

| 1.  | Rebirth of Cool    |  |
| 2.  | So Sweet           |  |
| 3.  | New York New York  |  |
| 4.  | It's Yours         |  |
| 5.  | Tribute to J Dilla |  |
| 6.  | Raise Up           |  |
| 7.  | Saint-Germain      |  |
| 8.  | Hold Tight         |  |
| 9.  | Visions            |  |
| 10. | Back in the Days   |  |